# Smicropus simplex
Smicropus simplex är en fjärilsart som beskrevs av Felder 1874. Smicropus simplex ingår i släktet Smicropus och familjen mätare. Inga underarter finns listade i Catalogue of Life.